# Џакобас (Пенсилванија)
Џакобас (енгл. Jacobus) град је у америчкој савезној држави Пенсилванија.

## Демографија
По попису из 2010. године број становника је 1.841, што је 638 (53,0%) становника више него 2000. године.
| Група             | 2000.         | 2010.         |
| Белци             | 1.193 (99,2%) | 1.644 (89,3%) |
| Афроамериканци    | 0 (0,0%)      | 93 (5,1%)     |
| Азијати           | 2 (0,2%)      | 26 (1,4%)     |
| Хиспаноамериканци | 3 (0,2%)      | 65 (3,5%)     |
| Укупно            | 1.203         | 1.841         |